# Велика Британія на літніх Олімпійських іграх 1996
Велика Британія брала участь у Літніх Олімпійських іграх 1996 року в Атланті ушістнадцяте за всю історію. Загалом завоювала 15 медалей, з яких 1 золота, 8 срібних і 6 бронзових.

## Золото
- Стівен Редгрейв та Меттью Пінсент — академічне веслування, двійка розстібна без стернового

## Срібло
- Бен Ейнслі — вітрильний спорт, лазер.
- Стів Баклі — легка атлетика, метання списа.
- Роджер Блек — легка атлетика, біг на 400 м.
- Джонатан Едвардс — легка атлетика, потрійний стрибок.
- Пол Палмер — плавання.
- Джеймі Баулч, Роджер Блек, Марк Річардсон, Айван Томас, Марк Гілтон, Дуейн Ладейжо — легка атлетика, естафета 4 × 400 м.
- Джон Меррікс та Іян Вокер — вітрильний спорт, клас 470.
- Тім Генман та Ніл Брод — теніс, парний розряд.

## Бронза
- Кріс Бордмен — велоспорт, шосейна індивідуальна гонка.
- Деніз Льюїс — легка атлетика, семиборстві.
- Макс Скіандрі — велоспорт, шосейна групова гонка.
- Грем Сміт — плавання, 1500 м вільним стилем.
- Стів Сміт — легка атлетика, стрибки у висоту.
- Тім Фостер, Руперт Обгольцер, Грег Серл, Джонні Серл — академічне веслування, четвірка без стернового.